# Ignacy Czernik
Ignacy Czernik, także Ignacy Czernich (ur. 19 czerwca lub 19 lipca 1803 w Dzierżąźnie k. Staropola, zm. 12 września lub 13 listopada 1887 w Paryżu) – żołnierz, oficer powstania listopadowego i powstania węgierskiego, spiskowiec, działacz emigracyjny; kawaler Krzyża Złotego Orderu Virtuti Militari.

## Życiorys
Młodość
Kształcił się w Korpusie Kadetów w Kaliszu, jako ochotnik wstąpił do 3 Pułku Strzelców Pieszych (20 I 1822). W roku 1825 awansował do stopnia starszego sierżanta, następnie rozpoczął naukę w Szkole Podchorążych Piechoty w Warszawie. Był jednym z pierwszych (od 1828) i jednym z najaktywniejszych członków Sprzysiężenia Wysockiego, które zainicjowało wybuch powstania listopadowego. Kółko spiskowe, do którego należał, odbywało potajemne narady m.in. w mieszkaniu Jana Bartkowskiego na Krakowskim Przedmieściu. Ignacy Czernik opracowywał m.in. plany zamachu na wielkiego księcia Konstantego, za co wkrótce (12 XI) – na skutek denuncjacji samego Bartkowskiego i Tomasza Zagrobińskiego – został aresztowany. 14 listopada 1830 złożył zeznania obciążające współspiskowców, czym nieomal doprowadził do kolejnych aresztowań. Sam również padł ofiarą kolejnych obciążających zeznań, tym razem Wincentego Kobylińskiego.
Powstanie listopadowe
Wolność odzyskał w wyniku wypadków nocy listopadowej. W grudniu 1830 awansował do stopnia podporucznika w 3 Pułku Strzelców Pieszych; od 25 kwietnia 1831 – w stopniu porucznika. Brał udział w powstaniu na Litwie, a po jego upadku powrócił z korpusem gen. Henryka Dembińskiego do Warszawy, gdzie otrzymał dyplom „dobrze zasłużonego Ojczyźnie”, a następnie – 5 września – Krzyż Złoty Orderu Virtuti Militari (nr 2268) za udział w bitwach pod Szelkowem (Szelichowem), Ostrołęką, Rajgrodem, Wilnem, Szawlami i Malatami. Od 19 sierpnia 1831 – w stopniu kapitana.
Został przydzielony do oddziału partyzanckiego ppłk. Wincentego Matuszewicza (Małuszewicza) w Puszczy Kampinoskiej. 5 października 1831, wraz z gen. Maciejem Rybińskiem, przekroczył granicę pruską. Po upadku powstania był poszukiwany przez władze carskie. Za udział w powstaniu został skazany zaocznie na karę śmierci (13 II 1832).
Na emigracji

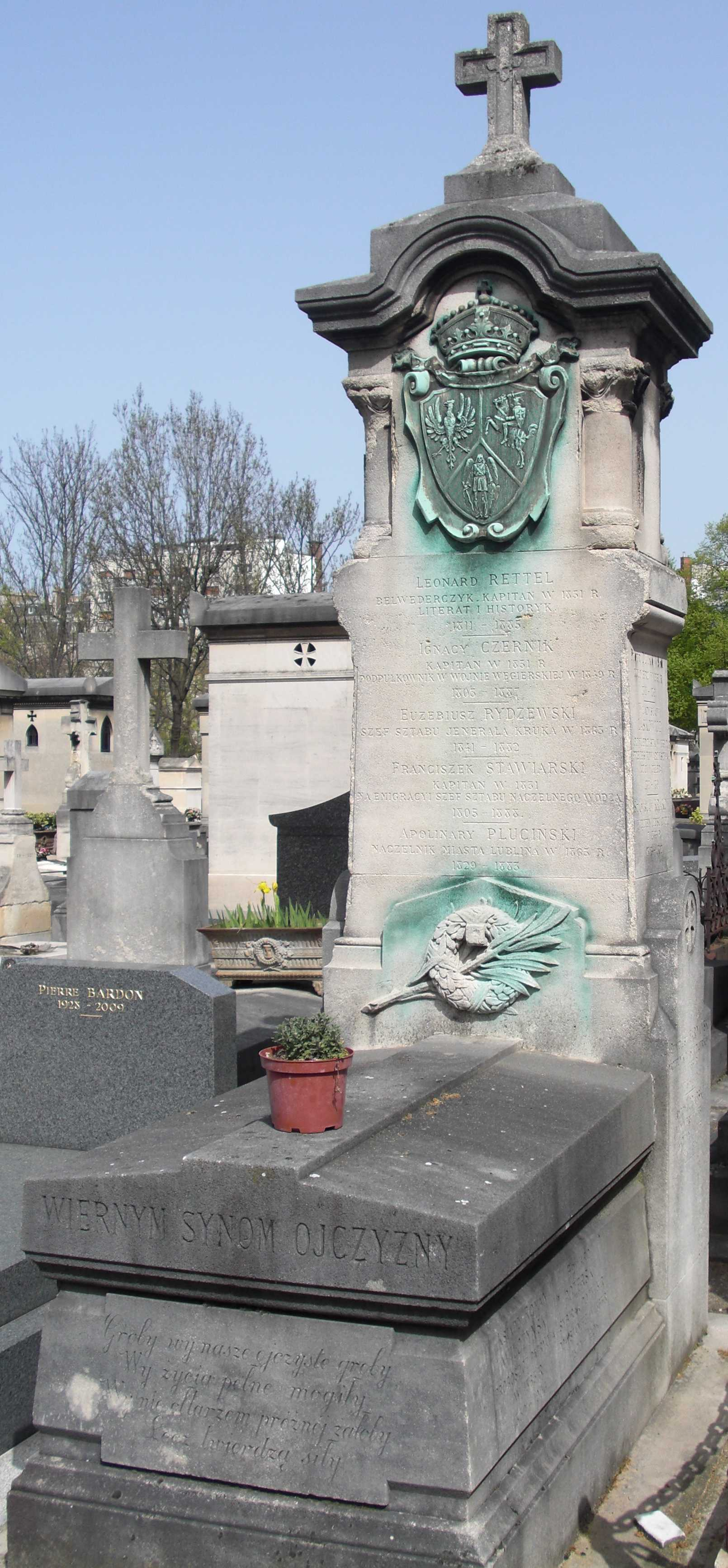
Zbiorowa mogiła powstańców listopadowych i styczniowych na cmentarzu Montparnasse w Paryżu, w której pochowany jest również Ignacy Czernik.

W grudniu 1831 w Elblągu zadeklarował chęć wyjazdu do Francji. Do Francji przybył w styczniu 1832 – wstąpił do zakładów emigracyjnych kolejno w Awinionie, Lunel i Le Puy. W czerwcu 1833 został skierowany do departamentu Tarn. Następnie osiadł w Castres. W sprawach politycznych stał w opozycji do obozu ks. A.J. Czartoryskiego. 16 VIII 1834 wstąpił w struktury Towarzystwa Demokratycznego Polskiego. W sierpniu 1835 przeniósł się do Tuluzy, a w marcu 1836 – do Bezièrs; w listopadzie 187 – do Bordeaux. W latach 1839–1841 ponownie zamieszkiwał w Tuluzie; od 1843 – w Paryżu.
Pracował jako litograf. W 1846 wyjechał jako emisariusz do Wielkiego Księstwa Poznańskiego, gdzie został aresztowany i osadzony na 5 miesięcy w więzieniu w Sonnenburgu. Po zwolnieniu został wydalony do Francji. W 1848 r. kandydował w wyborach do Centralizacji TDP (otrzymał 1 głos).
Uczestniczył w wypadkach Wiosny Ludów, m.in. we Lwowie w Gwardii Narodowej, następnie jako instruktor w Sanoku. Po wybuchu powstania węgierskiego, udał się na Węgry, gdzie w październiku 1848 objął dowództwo kompanii polskiej w Budzie. Z Józefem Wysockim organizował piechotę Legionu Polskiego (i jednocześnie przeciwstawiał się Wysockiemu, gdy ten namawiał Polaków do powrotu do kraju w wypadku, gdyby rząd węgierski odmówił zgody na sformowanie legionu). Był członkiem deputacji interwencyjnej do gen. Józefa Bema, który formował własny legion i próbował przeciągnąć członków Legionu Wysockiego pod własną komendę. Nieporozumienia na tym tle doprowadziły m.in. do zamachu i zranienia gen. Bema (10 XI 1848 w Peszcie).
Brał m.in. udział w bitwach pod Aradem, Nowym Aradem, Szolnokiem i Komarnem, a także w oblężeniu twierdzy Buda. 1 batalion Legionu Polskiego pod dowództwem Ignacego Czernika liczył prawdopodobnie ok. 700 żołnierzy.
W Szolnoku otrzymał Order Zasługi Wojskowej III klasy. 29 lipca 1849 otrzymał awans na podpułkownika; w sierpniu mianowany dowódcą brygady w Segedynie.
Po upadku powstania powrócił do Paryża przez Szumlę i Maltę. W Paryżu ponownie podjął pracę jako litograf. Podpisał akt odrzucający amnestię carską dla powstańców listopadowych. W prasie francuskiej publikował artykuły dotyczące zagadnień wojskowości.
Miał żonę Marię Argier oraz syna Artura. W dniu 15 kwietnia 1866 wstąpił do Stowarzyszenia Podatkowego; od roku 1874 pobierał emeryturę z tej instytucji. Zmarł w Paryżu w dniu 12 września 1887 r.; trzy dni później spoczął na cmentarzu Montparnasse.